# موتور امین ابراهیم‌زاده
موتور امین ابراهیم‌زاده یک منطقهٔ مسکونی در ایران است که در دهستان جازموریان واقع شده‌است. موتور امین ابراهیم‌زاده ۱۴ نفر جمعیت دارد.